# Poliana Okimoto
Poliana Okimoto (São Paulo, 8 de marzo de 1983) es una maratonista acuática brasileña, campeona mundial en 2013 y medallista olímpica de bronce en 2016.

## Historial
Nada desde los dos años de edad y comenzó a competir desde los siete. Durante una competencia sufrió un golpe en la oreja que le lesionó el tímpano y tuvo que someterse a una cirugía que la obligó a pasar un tiempo sin nadar.
Participó en el Campeonato Mundial de Natación en Piscina Corta de 2002, en Moscú, donde llegó en 18º lugar en los 800 metros libres.
Venció en la Travessia dos Fortes de 2005. Compitió en los Juegos Panamericanos de 2007 en Río de Janeiro, en los que obtuvo medalla de plata en la prueba de 10 km.
En los Juegos Olímpicos de Pekín 2008, Poliana llegó en 7º lugar en la maratón acuática femenina.
En 2009, Poliana venció en la Copa do Mundo de maratón acuática, ganando 9 de las 11 etapas disputadas.
En el Campeonato Mundial de Natación de 2009, obtuvo la medalla de bronce en la maratón acuática de 5 km. Además, terminó en 7º lugar en maratón de 10 km.
Fue considerada por la Revista Época una de los 100 brasileños más influyentes del año 2009.
En los Juegos Panamericanos de 2011 Poliana repitió el resultado de 2007 y nuevamente obtuvo la plata en la prueba de 10 km.
Participó en los Juegos Olímpicos de Londres 2012, en la maratón acuática femenina, pero fue descalificada.
En el Campeonato Mundial de Natación de 2013, en Barcelona, Poliana consiguió un desempeño histórico. Primero, ganó la medalla de plata en la prueba de 5 km. Pocos días después, se consagró como campeona mundial, obteniendo la medalla de oro en la maratón acuática de 10 km. Además, con el equipo de Brasil obtuvo la medalla de bronce, en la prueba por equipos, junto con Ana Marcela Cunha,  Allan do Carmo y Samuel de Bona.
En el Campeonato Mundial de Natación de 2015, llegó en el sexto lugar de la Maratón Acuática de 10 km.
En los Juegos Olímpicos de Río de Janeiro 2016 consiguió la medalla de bronce en natación en aguas abiertas, primera medalla para una mujer brasilera en natación. Si bien había llegado el cuarto puesto, la descalificación de Aurélie Muller le permitió ingresar al podio.

## Palmarés internacional
| Juegos Olímpicos                 | Juegos Olímpicos             | Juegos Olímpicos  | Juegos Olímpicos |
| Año                              | Lugar                        | Medalla           | Prueba           |
| -------------------------------- | ---------------------------- | ----------------- | ---------------- |
| 2016                             | Río de Janeiro (Brasil)      | Medalla de bronce | 10 km            |
| Campeonato del Mundo de Natación |                              |                   |                  |
| Año                              | Lugar                        | Medalla           | Prueba           |
| 2013                             | Barcelona (España)           | Medalla de oro    | 10 km            |
| 2013                             | Barcelona (España)           | Medalla de plata  | 5 km             |
| 2013                             | Barcelona (España)           | Medalla de bronce | Relevos          |
| 2009                             | Roma (Italia)                | Medalla de bronce | 5 km             |
| Juegos Panamericanos             |                              |                   |                  |
| Año                              | Lugar                        | Medalla           | Prueba           |
| 2011                             | Puerto Vallarta (México)     | Medalla de plata  | 10 km            |
| 2007                             | Playa de Copacabana (Brasil) | Medalla de plata  | 10 km            |